# Anes Cardaklija
Anes Cardaklija, född 5 juli 2005, är en svensk-bosnisk fotbollsspelare (mittback) som spelar för Gais.

## Biografi
Cardaklija är uppvuxen på Hisingen. Han började spela fotboll i Gais när han var sex år gammal, och provspelade som ungdomsspelare bland annat för Atalanta BC och Parma Calcio 1913, men stannade i Gais. Han tog klivet från Gais ungdomsverksamhet till ett A-lagskontrakt 2022 och gjorde sin seniordebut mot Lindome GIF i svenska cupen i juni 2022. I Ettan södra 2022 spelade han sedan två matcher för Gais då klubben vann serien och gick upp i Superettan. Superettandebuten kom den 6 juni 2023 i en 3–0-match borta mot Gif Sundsvall. Den 16 juli 2023 nickade han in sitt första mål för Gais, en kvittering mot Gefle IF hemma i 95:e minuten där han räddade 1–1 för Gais. I september 2023 förlängde han sitt kontrakt med Gais med fem år, till och med sommaren 2028. Han spelade under säsongen 2023 totalt 17 seriematcher för Gais, och övertygade när klubben slutade tvåa i Superettan 2023 och gick upp till Allsvenskan. Under säsongen roterade Gais tränare Fredrik Holmberg något okonventionellt mellan sina fyra mittbackar – förutom Cardaklija även Axel Norén, Robin Frej och Filip Beckman – där de två som var i bäst form eller fungerade bäst ihop för tillfället bildade mittbackspar.
Även under 2024 års allsvenska säsong var det stor rotation bland mittbackskvartetten, och Cardaklija spelade 17 matcher varav tio från start.

### Landslagskarriär
Cardaklija togs ut i det svenska P18-landslaget för första gången i juni 2023, och fick där speltid i två matcher mot Wales. Han spelade därefter ytterligare fem matcher för P18- och P19-landslagen under hösten samma år. Hösten 2024 togs han ut i Bosnien och Hercegovinas U21-landslag för två EM-kvalmatcher.